# 耶律呂不古
耶律呂不古（？—？），为契丹（遼朝）皇族，辽太宗耶律德光的第一女。
应历年间，耶律呂不古封为国长公主。保宁年间，进封燕国大长公主。下嫁北府宰相萧思温。因病而终。女儿萧绰，嫁给辽景宗耶律贤成为皇后。

## 相關影視作品及演員
- 2020年《燕雲台》：無飾演（臺詞提及）。

## 传記資料
- 《遼史》公主表